# 아메리카 소카 대학
아메리카 소카 대학(Soka University of America, SUA)은 미국 캘리포니아주 알리소비에조에 위치한 사립 리버럴 아츠 칼리지이다. 처음에 1987년 설립되었다가 2001년 현재의 캠퍼스에 국제창가학회 불교학회의 설립자 이케다 다이사쿠에 의해 설립되었다. 창가학회와 연계되고는 있지만 단일 커리큘럼을 유지하고 있으며 평화주의, 인권, 자연과 인류의 창의적인 공존을 강조한다.:6